# Walmor Chagas
Walmor de Souza Chagas (Porto Alegre, 28 de agosto de 1930 — Guaratinguetá, 18 de janeiro de 2013) foi um ator, autor, diretor e produtor teatral brasileiro.

## Biografia
Nasceu em Porto Alegre nalguma antiga família com raízes nos Açores, em 28 de agosto de 1930.
Mudou-se para São Paulo no começo dos anos 1950, buscando uma chance no cinema. Cursou a Faculdade de Filosofia da Universidade de São Paulo. Foi homem de teatro, com larga atuação, e era apontado como artista de indiscutíveis méritos e criador de personagens de grande impacto.
Em 1952, fundou o Teatro das Segundas-Feiras, junto com Ítalo Rossi, encenando “Luta até o amanhecer”, de Ugo Betti. Estreou no Teatro Brasileiro de Comédia, em 1954, atuando na peça “Assassinato a domicílio”, de Frederick Knott, com direção de Adolfo Celi.
A estreia de Walmor Chagas no cinema aconteceu em 1965, quando interpretou o empresário Carlos em São Paulo S/A, de Luís Sérgio Person, e contracenou com Eva Wilma. O filme recebeu o Prêmio Cabeza de Palenque na VIII Reseña Mundial de los Festivales Cinematográficos de Acapulco, e a atuação de Walmor recebeu elogios do cineasta espanhol Luis Buñuel.
Na televisão, fez inúmeros personagens marcantes como o Fábio em Locomotivas, Alberto Karany em Coração Alado, Horácio Ragner em Eu Prometo, Oliva em Vereda Tropical, Afonso da Maia em Os Maias, Guilherme Amarante Paes em Salsa e Merengue e mais recentemente o Dr. Salvatore em A Favorita. Também participou de outras obras importantes na TV como Avenida Paulista, O Pagador de Promessas e Mad Maria.
Walmor Chagas era viúvo da atriz Cacilda Becker, com quem viveu durante treze anos - até a morte dela, em 1969. A união teve início em 1956, durante os ensaios de Gata em Teto de Zinco Quente, de Tennessee Williams, sob a direção de Maurice Vaneau.  O casal tinha uma filha, adotada em 1964, a cantora Maria Clara Becker Chagas, conhecida como Clara Becker.

### Suicídio
Walmor foi encontrado morto por um funcionário da pousada "Sete Nascentes", de sua propriedade, no bairro Gomeral, em Guaratinguetá, no interior de São Paulo.
Segundo a Polícia Civil, a morte ocorreu entre 15 horas e 30 minutos e 18 segundos. O ator morreu com um tiro na cabeça disparado por um revólver calibre 38. Segundo as informações do delegado titular do 2º Distrito Policial de Guaratinguetá, Antonio Luiz Marcelino, que conduziu as investigações, o corpo foi encontrado em um dos cômodos da pousada sentado em uma cadeira, com a arma no colo e ambas as mãos sobre ela. O laudo dos exames periciais realizados no local da morte e no cadáver atestou o suicídio, ao encontrar vestígios de pólvora em uma de suas mãos.
Como desejo do próprio ator ainda em vida, seu corpo foi cremado em São José dos Campos e suas cinzas lançadas na Serra da Mantiqueira.

## Carreira

### Teatro
- 1948 - Antígone .... de: Jean Anouilh
- 1949 - Hedda Gabler .... de: Henrik Ibsen
- 1950 - Assim É… (Se lhe Parece) .... de: Luigi Pirandello
- 1951 - O Homem e as Armas .... de: Bernard Shaw
- 1952 - Luta Até o Amanhecer .... de: Ugo Betti
- 1954 - Assassinato a Domicílio .... de: Frederick Knott .... direção: Adolfo Celi
- 1954 - Santa Marta Fabril S.A. .... de: Abílio Pereira de Almeida
- 1955 - Volpone .... de: Ben Jonson .... direção: Ziembinski
- 1955 - Maria Stuart .... de: Schiller
- 1955 - Os Filhos de Eduardo .... de: Marc-Gilbert Sauvajon .... direção: Cacilda Becker e Ruggero Jacobbi
- 1956 - Eurídice .... de: Jean Anouilh
- 1956 - Gata em Teto de Zinco Quente .... de: Tennessee Williams .... direção: Maurice Vaneau
- 1957 - As Provas de Amor .... de: João Bethencourt
- 1957 - A Rainha e os Rebeldes .... de: Ugo Betti
- 1957 - Adorável Júlia .... de: Marc-Gilbert Sauvajon
- 1957 - Matar .... de: Paulo Hecker
- 1958 - O Santo e a Porca .... de: Ariano Suassuna .... direção: Ziembinski
- 1958 - Jornada de um Longo Dia para Dentro da Noite .... de: Eugene O'Neill
- 1959 - Os Perigos da Pureza .... de: Hugh Mills
- 1959 - A Dama das Camélias .... de: Alexandre Dumas Filho
- 1959 - Auto da Compadecida .... de: Ariano Suassuna
- 1960 - Virtude e Circunstância .... de: Clô Prado
- 1960 - Morte e Vida Severina .... de: João Cabral de Melo Neto
- 1960 - Em Moeda Corrente do País .... de: Abílio Pereira de Almeida
- 1961 - Raízes .... de: Arnold Wesker .... direção: Antônio Abujamra
- 1961 - Oscar .... de: Claude Magnier
- 1961 - Rinocerontes .... de: Eugène Ionesco
- 1962 - A Visita da Velha Senhora .... de: Dürrenmatt .... com: Cacilda Becker e Sérgio Cardoso
- 1963 - O Santo Milagroso .... de: Lauro César Muniz
- 1963 - Onde Canta o Sabiá .... de: Gastão Tojeiro
- 1964 - A Noite do Iguana .... de: Tennessee Williams
- 1965 - Quem Tem Medo de Virgínia Woolf? .... de: Edward Albee .... com: Cacilda Becker
- 1967 - Isso Devia Ser Proibido .... de: Bráulio Pedroso e Walmor Chagas .... direção: Gianni Ratto
- 1969 - Esperando Godot .... de: Samuel Beckett .... direção: Flávio Rangel
- 1969/1970 - Hamlet .... de: Shakespeare .... direção: Flávio Rangel
- 1986 - Encontro com Fernando Pessoa .... direção: Walmor Chagas .... com: Ítalo Rossi
- 1999 - Um Equilíbrio Delicado .... de: Edward Albee .... direção: Eduardo Wotzik .... com: Walmor Chagas, Ítala Nandi, Camila Amado, Luís de Lima e Tônia Carrero

### Televisão
| Ano  | Título                            | Personagem                        | Notas                               | Emissora    |
| ---- | --------------------------------- | --------------------------------- | ----------------------------------- | ----------- |
| 1953 | Grande Teatro Tupi                | —                                 | Episódio: "Pedacinho de Gente"      | Rede Tupi   |
| 1960 | O Protocolo                       | Pinheiro                          |                                     | Rede Tupi   |
| 1965 | A Outra                           | Gustavo                           |                                     | Rede Tupi   |
| 1965 | Teresa                            | José Antônio                      |                                     | Rede Tupi   |
| 1966 | O Amor Tem Cara de Mulher         | Carlos                            |                                     | Rede Tupi   |
| 1967 | Presídio de Mulheres              | Luís                              |                                     | Rede Tupi   |
| 1969 | Nenhum Homem É Deus               | Marcos                            |                                     | Rede Tupi   |
| 1970 | As Bruxas                         | César                             |                                     | Rede Tupi   |
| 1974 | Corrida do Ouro                   | Murilo                            |                                     | Rede Globo  |
| 1975 | O Grito                           | Gilberto                          |                                     | Rede Globo  |
| 1977 | Locomotivas                       | Fábio                             |                                     | Rede Globo  |
| 1979 | Como Salvar Meu Casamento         | Sérgio                            |                                     | Rede Tupi   |
| 1980 | Coração Alado                     | Alberto Karany                    |                                     | Rede Globo  |
| 1981 | O Amor É Nosso                    | Alex                              |                                     | Rede Globo  |
| 1982 | Avenida Paulista                  | Frederico Scorza                  |                                     | Rede Globo  |
| 1982 | Final Feliz                       | Wagner                            |                                     | Rede Globo  |
| 1983 | Eu Prometo                        | Horácio Ragner                    |                                     | Rede Globo  |
| 1984 | Caso Verdade                      | Conselheiro Acácio                | Episódio: "Esperança"               | Rede Globo  |
| 1984 | Vereda Tropical                   | Oliva                             |                                     | Rede Globo  |
| 1986 | Selva de Pedra                    | Aristides Vilhena                 |                                     | Rede Globo  |
| 1987 | Mandala                           | Michel Lunardo                    |                                     | Rede Globo  |
| 1988 | O Pagador de Promessas            | Padre Olavo                       |                                     | Rede Globo  |
| 1988 | Tarcísio & Glória                 | Pietro Maceroni                   | Episódio: "Romance do Triste Viúvo" | Rede Globo  |
| 1988 | Vale Tudo                         | Ele mesmo                         | Participação Especial               | Rede Globo  |
| 1989 | O Salvador da Pátria              | Bispo Dom Arlindo Soares de Moura | Participação Especial               | Rede Globo  |
| 1993 | Sex Appeal                        | Edgar                             |                                     | Rede Globo  |
| 1993 | Sonho Meu                         | Dr. Afrânio Guerra                |                                     | Rede Globo  |
| 1996 | Salsa e Merengue                  | Guilherme Amarante Paes           |                                     | Rede Globo  |
| 1997 | Malhação                          | William                           |                                     | Rede Globo  |
| 1998 | Você Decide                       | Alfredo                           | Episódio: "Amor e Traição"          | Rede Globo  |
| 1999 | Você Decide                       | —                                 | Episódio: "Um Lance Maior"          | Rede Globo  |
| 1999 | Mulher                            | Dr. Gastão                        | Episódio: "Dormindo com o Inimigo"  | Rede Globo  |
| 2000 | Marcas da Paixão                  | Jorge Maia                        |                                     | Rede Record |
| 2001 | Os Maias                          | Afonso da Maia                    |                                     | Rede Globo  |
| 2002 | Esperança                         | Giuseppe                          |                                     | Rede Globo  |
| 2005 | Mad Maria                         | Dr. Lovelace                      |                                     | Rede Globo  |
| 2006 | Páginas da Vida                   | Desembargador                     | Participação especial               | Rede Globo  |
| 2006 | Pé na Jaca                        | Canabrava                         |                                     | Rede Globo  |
| 2007 | Caminhos do Coração               | Dr. Sócrates Mayer                |                                     | Rede Record |
| 2008 | A Favorita                        | Dr. Dante Salvatore               |                                     | Rede Globo  |
| 2009 | Os Mutantes - Caminhos do Coração | Chefia Oculta                     |                                     | Rede Record |
| 2009 | Mutantes - Promessas de Amor      | Chefia Oculta / Romlaw            |                                     | Rede Record |
| 2009 | Filhos do Carnaval                | Tio Comodoro                      |                                     | HBO Brasil  |

Programas
- 1976 - O Mundo em Guerra .... apresentador
- 1982 - Quem Sabe, Sabe! .... apresentador

- 1983 - Bar Academia .... apresentador
- 1992 - Você Decide .... apresentador

### Cinema
| Ano  | Título                           | Personagem                            |
| ---- | -------------------------------- | ------------------------------------- |
| 1963 | Marafa (inacabado)               | —                                     |
| 1965 | São Paulo S/A                    | Carlos                                |
| 1970 | Beto Rockfeller                  | Convidado da festa                    |
| 1974 | Mestiça, a Escrava Indomável     | Gonçalves                             |
| 1976 | Um Homem Célebre                 | Antônio Pestana                       |
| 1976 | Xica da Silva                    | Comendador João Fernandes de Oliveira |
| 1978 | Joana Angélica                   | Madeira de Melo                       |
| 1978 | Canudos                          | Narrador                              |
| 1979 | Memórias do Medo                 | Raul Prates                           |
| 1980 | Asa Branca - Um Sonho Brasileiro | Isaías                                |
| 1981 | Filhos e Amantes                 | Cláudio                               |
| 1982 | Luz del Fuego                    | Senador João Gaspar                   |
| 1983 | Parahyba, Mulher Macho           | João Pessoa                           |
| 1985 | Patriamada                       | Rocha Queiroz                         |
| 1988 | Banana Split                     | —                                     |
| 1990 | Beijo 2348/72                    | Juiz                                  |
| 1996 | Mil e Uma                        | —                                     |
| 1998 | Quintana dos 8 aos 80            | Narrador                              |
| 2001 | Histórias do Olhar               | Frederico                             |
| 2001 | Memórias Póstumas                | Dr. Vilaça                            |
| 2007 | Valsa para Bruno Stein           | Bruno Stein                           |
| 2008 | Eu Eu Eu José Lewgoy             | Ele Mesmo                             |
| 2012 | Cara ou Coroa                    | Avô de Lilian                         |
| 2012 | A Coleção Invisível              | Samir                                 |